# Petr Staňkovský
Petr Staňkovský (* 15. července 1947) je bývalý český hokejový útočník.

## Hokejová kariéra
V československé lize hrál za CHZ Litvínov a Duklu Košice. Odehrál 5 ligových sezón.

## Klubové statistiky
| Sezona    | Klub         | Soutěž  | Základní část | Základní část | Základní část | Základní část | Základní část |
| Sezona    | Klub         | Soutěž  | Z             | G             | A             | B             | TM            |
| --------- | ------------ | ------- | ------------- | ------------- | ------------- | ------------- | ------------- |
| 1964/1965 | CHZ Litvínov | 1. liga | 1             | 0             | -             | -             | -             |
| 1965/1966 | CHZ Litvínov | 1. liga | 3             | 1             | 0             | 1             | -             |
| 1966/1967 | Dukla Košice | 1. liga | -             | -             | -             | -             | -             |
| 1967/1968 | VSŽ Košice   | 1. liga | -             | -             | -             | -             | -             |
| 1968/1969 | CHZ Litvínov | 1. liga | 1             | 0             | 0             | 0             | -             |